# かなかんぶつ
かなかんぶつ（カナカンブツ）は、山梨県（甲斐国）の郷土玩具。江戸時代後期から明治時代中期頃までに流行した端午の節句における節供人形（節供飾り）。通称は「おかぶと（さん）」で、別称に「甲斐（甲州）かなかんぶつ」または単に「面」や「兜面」とも呼ばれる。
現在では廃絶したため一般的では無いものの、周辺地域では見られない甲州独自の節句飾りで、甲州だるまや甲州凧とともに山梨県の代表的な郷土玩具として知られる。

## かなかんぶつの概要と呼称
かなかんぶつは紙製の張子面と前立を棒で支え、垂れを付けた簡素な一種の武者人形で、棒無しで吊すものもある。山梨県内において江戸後期から端午の節句における節句人形として用いられ、男子の健やかな成長や家勢の隆盛を示すものとして親戚や知人、親分などから贈られ、人目に付く縁側に飾られた外飾りの人形。
「かなかんぶつ」の語源は「金兜（かねかぶと）」が転化したとする説、「紙冠物（かみかんぶつ）」であるとする説がある。前者は『甲斐の落葉』において用いられ、『綜合郷土研究』や『日本人形史』がこれに倣い、『綜合郷土研究』では語源に関して「金兜（かねかぶと）」が転化したとする説を紹介している。後者は江戸時代の地誌『裏見寒話』に「鶏冠物（とりかんぶつ）」の例があることからも、この説が支持されている。
一方で、上野晴朗は雛問屋の聞き取り調査・古文書調査から「おかぶと」が正しい呼称であると指摘している。

## かなかんぶつの製作と起源
「かなかんぶつ」の製作方法について、山梨県立図書館の記録映像によれば、彫刻を施した木型に油を塗り張子紙を貼り付け、乾燥させた後に木型から剥がして整形し、顔を描いて彩色して仕上げる。張子面に用いられる造形は武田菱を付けた武田信玄が一般的であるが、その他に武田家の武将などの戦国武将をはじめ、源義家、源頼朝、源義経ら源氏の武将、『三国志』に登場する武将、桃太郎や天狗など伝説上のものなど様々なものが表現され、郷土史家の上野晴朗は22種を挙げている。また、上野の調査によれば、「かなかんぶつ」は露天や行商により販売され、西郡地域や河内地方では広く流通し郡内地方には及ばなかったと言われ、西郡や河内では現物資料や節供贈答の伝承が残されている。
「かなかんぶつ」の史料上の初見は江戸時代の『裏見寒話』で、「かなかんぶつ」について図解で紹介されており、江戸後期に出版された甲府城下町の商工名鑑である『甲府買物独案内』には地細工物を扱う4軒の雛問屋の存在が記されており、甲府城下での製造販売が行われていたと考えられている。また、文化6年（1809年）と嘉永5年（1852年）には「かなかんぶつ」の製造販売を巡り他国問屋との訴訟も発生している。

## かなかんぶつの民俗学的背景

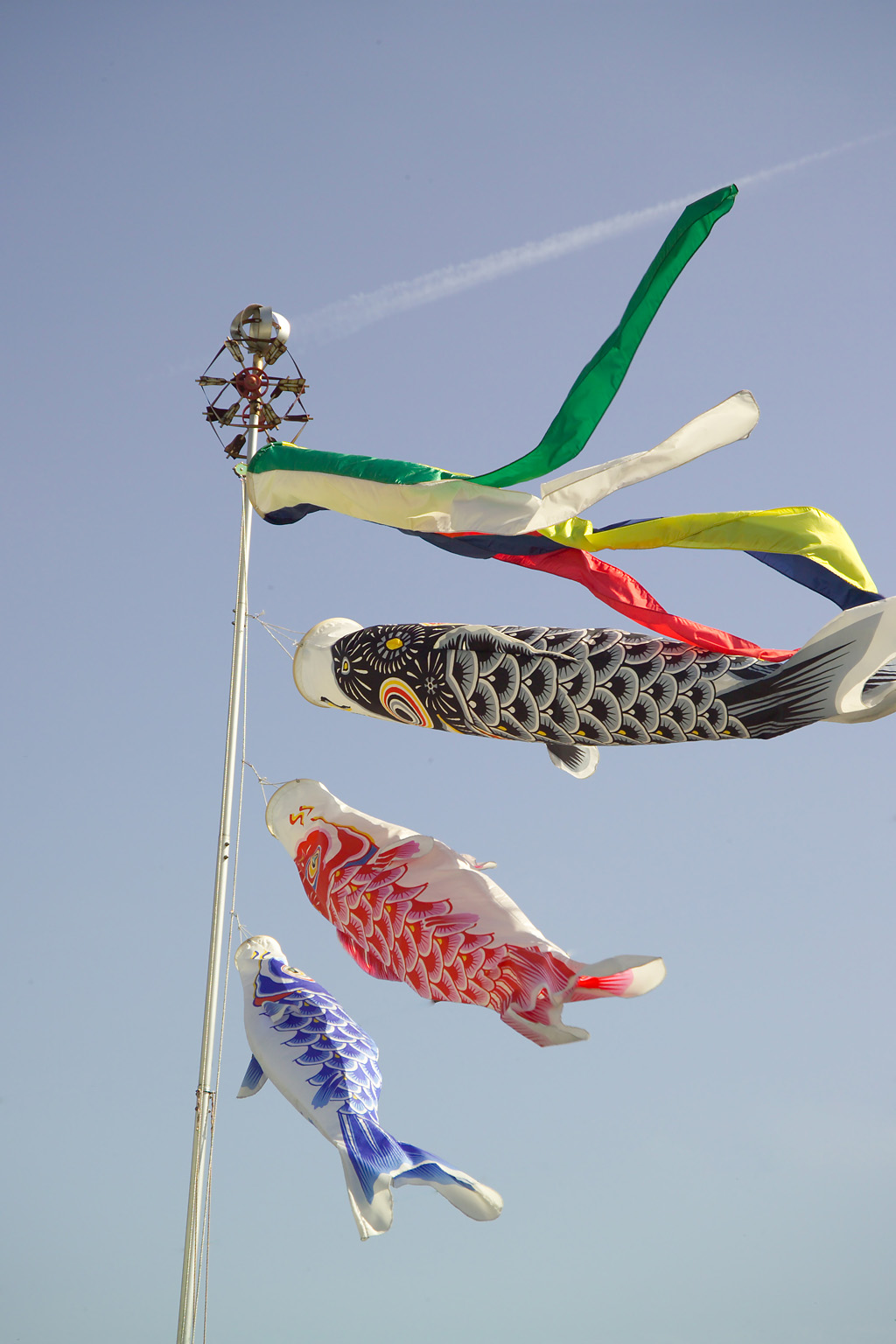
（参考）今日の端午の節句に飾られる鯉のぼり。

かなかんぶつは古くは人目に付く野外に飾る「外飾り」の人形であったとされ、神を宿らせる招代（おぎしろ）・依り代の意味があると考えられている。
日本では中国の影響を受けて宮中において五節句が成立し、江戸時代には幕府により式日として定められ、武家社会においても定着した。五節句は庶民の間にも浸透し、土地の風習と習合し一年を通じて様々な節句風習が根付いている。
五節句のうち端午の節句は5月5日に行われ、菖蒲（しょうぶ）の節句・男児の節句とされている。本来は菖蒲や蓬（よもぎ）を門戸に挿し、菖蒲酒を飲み邪気を払う意味であったが、日本では田植えの時期にあたるため田の神に対する奉仕や祓い、忌み籠もりの意味が加わり、忌み籠もりの家を指す標識として幟（のぼり）や人形が依り代として用いられるようになった。
武家社会では「菖蒲」を「尚武（しょうぶ）」と解釈し、本来は邪気払いのため頭に巻いた菖蒲が兜飾りに変化し、鎧兜や武者人形、鯉のぼり、武者絵の描かれた幟などを屋敷の内に飾る今日の形態に変化したと考えられている。
かなかんぶつはこうした節句人形の外飾りから内飾りの変化のなかで、武者絵を取り入れつつも外飾りの形式を保ち、江戸時代に庶民の間で飾り兜に金具の使用が禁じられたため、張り子の面を用いて成立したものであると考えられている。

## かなかんぶつの消滅
明治時代の文明開化政策において、山梨県庁でも民俗行事や習俗の簡素化が実施され、1871年（明治4年）から県庁から布達が発せられ甲府道祖神祭礼など江戸時代以来の習俗が廃絶している。1873年（明治6年）の県布達書では人生儀礼に伴う贈答習俗の簡素化が発せられ、「かなかんぶつ」もこれらの抑圧を受けて縮小し、祝儀帳や日記資料など在方記録においても衰退傾向が見られ、目の部分に穴を空け、背面に糸を付け「お面」として転用された実物資料も現存している。さらに、明治中期には中央線開通などにより五月人形や鯉のぼりなど都市部の節句風習の影響を受け「かなかんぶつ」を飾る風習は途絶し、節供風習は「外飾り」のかなかんぶつから「内飾り」の節句人形に変化した。

## 研究史
「かなかんぶつ」に関する研究は少なく、江戸時代後期には嘉永3年『甲斐迺手振』（かいのてぶり）において紹介されている。
1916年（大正4年）に実業家で郷土史家の若尾謹之助は山梨県の民俗を記録した『おもちゃ籠』を著しているが、「かなかんぶつ」の存在には触れらおらず、『甲州年中行事』では若干言及している。1926年（大正15年）には、甲府に滞在し山梨県内の民俗や考古資料を調査した牧師の山中共古が『甲斐の落葉』において言及した。1936年（昭和11年）には『綜合郷土研究』において取り上げられ、全国的には1942年（昭和17年）に山田徳兵衛が『日本人形史』において山梨独自の人形として紹介した。戦後には郷土史家の上野晴朗が実物資料を収集し、消滅に至った背景を考察した。
山梨県立博物館では上野晴朗の収集した民俗資料（上野コレクション）に含まれる「おかぶと」や甲州文庫に含まれる木型、鰍沢町（現在の富士川町）の個人所蔵のコレクションなど関係資料が収蔵されている。2009年にはシンボル展「消えた「おかぶと」 ―節供人形カナカンブツの謎を追う―」を開催し、民俗学的背景などを考察した。
また、県内では郷土教育においても取り上げられたり、かなかんぶつの再現制作も試みられている。